# Вашари, Тамаш
Тамаш Вашари (венг. Vásáry Tamás; 11 августа 1933, Дебрецен) — венгерский пианист и дирижёр.

## Биография
В 6 лет начал заниматься музыкой в Дебрецене. В 8 лет дебютировал сначала с оркестром (Концерт ре минор Моцарта) и сольно. в 1945 году поступил в Музыкальную академию имени Листа, обучался у Лайоша Хернади и Йожефа Гати, получил стипендию Листовского общества. В послевоенное время зарабатывал на жизнь частными уроками, игрой в балетных классах. Из-за финансовых проблем прервал обучение. В 1954 году вернулся в Академию и закончил обучение. Стал преподавателем гармонии. В Будапеште дал свой первый концерт с Государственным филармоническим оркестром. Со второй половины 1950-х годов его известность начала расти, в 1960-х впервые начал гастролировать. С 1956 года жил в Швейцарии, затем в Англии, где в 1979 году вместе с Иваном Фишером возглавил британский камерный оркестр «Northern Sinfonia».
С 1993 по 2003 руководил Симфоническим оркестром Венгерского радио.